# Wilhelm Deecke (Geologe)

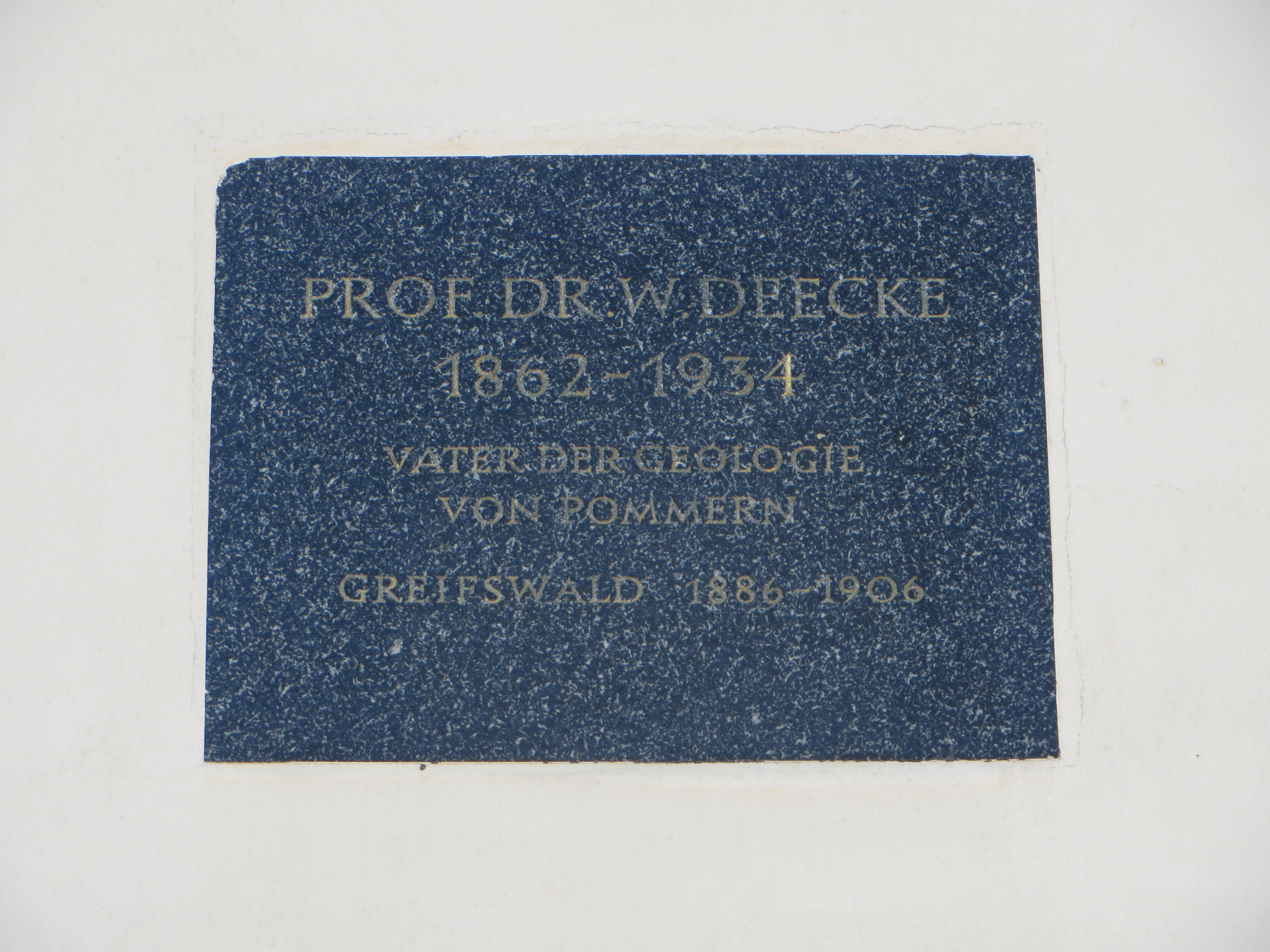
Erinnerungstafel in Greifswald

Johannes Ernst Wilhelm Deecke (* 25. Februar 1862 in Lübeck; † 23. Oktober 1934 in Freiburg im Breisgau) war ein deutscher Geologe, Paläontologe und Prähistoriker.

## Leben
Wilhelm Deecke, Sohn des Historikers und Gymnasialdirektors Wilhelm Deecke, wurde 1884 an der Universität Straßburg zum Dr. phil. nat. promoviert. 1886 habilitierte er sich an der Universität Greifswald, 1893 wurde er dort außerordentlicher Professor für Geologie und Paläontologie, 1905 ordentlicher Professor. 1906 wurde er in der Nachfolge des nach Bonn wechselnden Gustav Steinmann ordentlicher Professor an der Universität Freiburg. Von 1907 bis 1928 war er als Direktor der Geologischen Landesanstalt von Baden tätig. Er gehörte im August 1912 zu den 34 Gründungsmitgliedern der Paläontologischen Gesellschaft.
Wilhelm Deecke gilt als „Vater“ der Geologie von Pommern. In seiner gut 20-jährigen Tätigkeit an der Universität Greifswald verfasste er zahlreiche geologische und paläontologische Arbeiten, die er in seiner 1907 erschienenen „Geologie von Pommern“ zusammenfasste. Des Weiteren gewann Deecke große Bedeutung für die archäologische Forschung, als er 1922 bei der Neuorganisation der badischen Denkmalpflege der Geschäftsführer des Ausschusses für Ur- und Frühgeschichte und erster Herausgeber der Badischen Fundberichte wurde. Schon seit den späten 1880er Jahren hatte sich Deecke aus geologischer Perspektive mit archäologischen Themen auseinandergesetzt. Mit seiner Berufung nach Freiburg war er zudem Mitdirektor des Museums für Urgeschichte geworden, seine Antrittsvorlesung behandelte „Geologie und Prähistorie“. Hervorzuheben ist auch seine bis heute wichtige Arbeit zu prähistorischem Silexgebrauch (1933).
Sein Schüler Erich Hildebrand benannte ihm zu Ehren 1926 die triassische Seelilie Moenocrinus deeckei Hildebrand, 1926.
Wilhelm Deecke heiratete im Jahre 1900 Johanna Henriette Maria Refardt (1876–1937), deren Vater der Hamburger Kaufmann Carl Wilhelm Refardt und Mutter Marie, geb. Boldemann waren. Wilhelm und Johanna Deecke hatten drei Töchter.

## Ehrungen und Auszeichnungen
- 1917: Geheimer Hofrat
- 1917: Orden vom Zähringer Löwen
- 1917: Kriegsverdienstkreuz
- 1926: Ehrenmitglied im Oberrheinischen Geologischen Verein (OGV)

## Mitgliedschaften
- 1885: Deutsche Geologische Gesellschaft
- 1898: Oberrheinischer Geologischer Verein (OGV)
- 1909: Außerordentliches Mitglied der Heidelberger Akademie der Wissenschaften
- 1909: Korrespondierendes Mitglied der Naturforschenden Gesellschaft in Basel
- 1912: Gründungsmitglied der Paläontologischen Gesellschaft
- 1925: Deutsche Akademie der Naturforscher Leopoldina[3]
- 1926: Straßburger Wissenschaftliche Gesellschaft

## Schriften (Auswahl)

### Monographien
- Die Foraminiferenfauna der Zone des Stephanoceras Humphriesianum im Unter-Elsass (= Abhandlungen zur geologischen Specialkarte von Elsass-Lothringen. 4, 1, ZDB-ID 340057-8). Schultz, Strassburg 1884.
- Italien. (= Bibliothek der Länderkunde. 3/4, ZDB-ID 986103-8). Alfred Schall Hofbuchhändler, Berlin 1898.
- Geologischer Führer durch Campanien (= Sammlung geologischer Führer. 8, ISSN 0343-737X). Bornträger, Berlin 1901.
- Geologie von Pommern. Gebr. Borntraeger, Berlin 1907.
- Landeskunde von Pommern (= Sammlung Göschen. 575). Göschen, Leipzig 1912.
- Geologie von Baden. 3 Bände. Gebr. Borntraeger, Berlin 1916–1918;
  - Band 1: Einleitung, Grundgebirge, Paläozoikum, Mesozoikum. 1916;
  - Band 2: Känozoikum, Tektonik, Hydrographie, Bergbau. 1917;
  - Band 3: Morphologie von Baden auf geologischer Grundlage. 1918.
- Natur, Oberflächengestaltung und Wirtschaftsformen der Baar (= Vom Bodensee zum Main. Nr. 16, ZDB-ID 566951-0). C. F. Müller, Karlsruhe 1921.
- Phytopaläontologie und Geologie. Bornträger, Berlin 1922.
- Mitteleuropäische Meeresströmungen der Vorzeit (= Sitzungsberichte der Heidelberger Akademie der Wissenschaften. Mathematisch-Naturwissenschaftliche Klasse. Abteilung A: Mathematisch-physikalische Wissenschaften. 1923, 1, ZDB-ID 161495-2). Walter de Gruyter, Berlin u. a. 1923.
- Die Fossilisation. Bornträger, Berlin 1923.
- Trigoniidae mesozoicae (Myophoria exclusa) (= Fossilium catalogus. 1: Animalia. Tl. 30, ZDB-ID 1187037-0). Junk, Berlin, 1925.
- Der Zusammenhang von Flußlauf und Tektonik. Dargestellt an den Flüssen SW-Deutschlands (= Fortschritte der Geologie und Paläontologie. 16, ZDB-ID 528205-6). Bornträger, Berlin 1926.
- Echinoidea jurassica (= Fossilium catalogus. 1: Animalia. Tl. 39). Junk, Berlin, 1928.
- Hydrographie des Kaiserstuhls (= Abhandlungen der Heidelberger Akademie der Wissenschaften. Mathematisch-Naturwissenschaftliche Klasse. 18). Walter de Gruyter, Berlin u. a. 1931.
- Geologie rechts und links der Eisenbahnen im Schwarzwald (= Geologisch-geographische Wanderungen im Schwarzwald. 1, ZDB-ID 633826-4). Selbstverlag des Badischen Schwarzwaldvereins, Freiburg (Breisgau) 1932.
- Hydrographie der Dinkelberge bei Basel (= Abhandlungen der Heidelberger Akademie der Wissenschaften. Mathematisch-Naturwissenschaftliche Klasse. 20, ZDB-ID 210012-5). Walter de Gruyter, Berlin u. a. 1932.
- Die mitteleuropäischen Silices nach Vorkommen, Eigenschaften und Verwendung in der Prähistorie. Gustav Fischer, Jena 1933.

### Beiträge
- Neue Materialien zur Geologie von Pommern. Kunike, 1902.
- Bemerkungen zur älteren Kartographie Pommerns. In: Pommersche Jahrbücher. Bd. 11, 1910, ZDB-ID 217929-5, S. 265–272.
- Die Struktur der Mittelschweiz. In: Zeitschrift der Deutschen Geologischen Gesellschaft. B: Monatsberichte. Bd. 69, Nr. 1/4, 1917, ZDB-ID 511192-4, S. 44–63.
- Die Erschließung des badischen Bodens. In: Die Universität Freiburg ihrem Doktor med. h. c. Ihrer Königlichen Hoheit Luise, Grossherzogin-Witwe von Baden, Prinzessin von Preussen. Zum 80. Geburtstag. 3. Dezember 1918. Universität Freiburg, Freiburg (Breisgau) 1918, S. 15–25.
- Vier Kapitel aus der petrographischen Geologie. In: Berichte der Naturforschenden Gesellschaft zu Freiburg. Band 22, 1919, ISSN 0028-0917, S. 1–73 (zobodat.at [PDF; 3,6 MB; abgerufen am 22. April 2023]).
- Der paläogeographische Charakter des germanischen Muschelkalk-Binnenmeeres. In: Verhandlungen der Naturforschenden Gesellschaft in Basel. Bd. 33, 1922, ISSN 0077-6122, S. 1–22.
- Das innere System im west- und süddeutschen Thermalphänomen. In: Zeitschrift der Deutschen Geologischen Gesellschaft. A: Abhandlungen. Bd. 77, 1925, ZDB-ID 511231-X, S. 96–111.
- Kritische Studien zu Glazialfragen Deutschlands III. In: Zeitschrift für Gletscherkunde, für Eiszeitforschung und Geschichte des Klimas. 21, 1934, ZDB-ID 243658-9, S. 283–318.